# Nyamira (plaats)
Nyamira is een plaats in de Keniaanse provincie Nyanza. Het is de hoofdplaats van het gelijknamige district. In 1999 telde Nyamira 10.000 inwoners. Het grootste ziekenhuis is het Nyamira District Hospital met een capaciteit van 203 bedden.